# Супіріор (Вісконсин)
Супіріор (англ. Superior) — місто (англ. city) в США, в окрузі Дуглас штату Вісконсин. Населення — 26 751 особа (2020).

## Географія
Супіріор розташований за координатами 46°41′57″ пн. ш. 92°3′43″ зх. д. / 46.69917° пн. ш. 92.06194° зх. д. (46.699062, -92.061988).  За даними Бюро перепису населення США в 2010 році місто мало площу 144,14 км², з яких 95,73 км² — суходіл та 48,41 км² — водойми. В 2017 році площа становила 117,47 км², з яких 94,92 км² — суходіл та 22,55 км² — водойми.

## Демографія
Згідно з переписом 2010 року, у місті мешкали 27 244 особи в 11 670 домогосподарствах у складі 6548 родин. Густота населення становила 189 осіб/км².  Було 12328 помешкань (86/км²).
Расовий склад населення:
| - 91,5 % — білих - 2,6 % — корінних американців - 1,4 % — чорних або афроамериканців - 1,2 % — азіатів |

До двох чи більше рас належало 3,1 %. Частка іспаномовних становила 1,4 % від усіх жителів.
За віковим діапазоном населення розподілялося таким чином: 21,3 % — особи молодші 18 років, 65,2 % — особи у віці 18—64 років, 13,5 % — особи у віці 65 років та старші. Медіана віку мешканця становила 35,4 року. На 100 осіб жіночої статі у місті припадало 96,2 чоловіків;  на 100 жінок у віці від 18 років та старших — 94,2 чоловіків також старших 18 років.
Середній дохід на одне домашнє господарство  становив 52 443 долари США (медіана — 40 198), а середній дохід на одну сім'ю — 64 262 долари (медіана — 53 878). Медіана доходів становила 44 082 долари для чоловіків та 33 757 доларів для жінок. За межею бідності перебувало 20,8 % осіб, у тому числі 27,0 % дітей у віці до 18 років та 12,9 % осіб у віці 65 років та старших.
Цивільне працевлаштоване населення становило 13 198 осіб. Основні галузі зайнятості: освіта, охорона здоров'я та соціальна допомога — 30,9 %, роздрібна торгівля — 13,1 %, мистецтво, розваги та відпочинок — 13,1 %.